# 兵務庁

2016年以前のロゴ

兵務庁（へいむちょう、Military Manpower Administration）は、大韓民国における国防部傘下の国家行政機関。

## 役割
1. 国民皆兵主義に即した国土防衛の根幹になる兵役資源の獲得・管理。
2. 兵役義務者に対する徴集及び戦時兵力動員等の義務負荷。
3. 郷土予備軍の編成・管理。
4. 産業機能人材の支援。
5. 兵役義務者への国外旅行許可。

## 所在地
- 大田広域市西区屯山洞920番地 政府大田庁舎3棟

## 組織

### 幹部
- 庁長
  - 代弁人
- 次長
  - 監査担当官
  - 企画調整官

### 下部組織
- 運営支援課
- 兵役資源局
- 入営動員局
- 社会服務局

### 所属機関
- 中央身体検査所
- 兵務民願相談所
- 地方兵務庁
  - ソウル地方兵務庁
  - 釜山地方兵務庁
  - 大邱慶北地方兵務庁
  - 仁川京畿地方兵務庁
    - 京畿北部兵務支庁

  - 光州全南地方兵務庁
  - 大田忠南地方兵務庁
  - 江原地方兵務庁
    - 江原嶺東兵務支庁

  - 忠北地方兵務庁
  - 全北地方兵務庁
  - 慶南地方兵務庁
  - 済州地方兵務庁

## マスコットキャラクター
兵務庁のマスコットキャラクターは『굳건이(グッコニ、またはクッドコニ)』 『힘찬이(ヒムチャニ)』だ。

### クッコニ
2012年4月に発表されたマスコットキャラクターで、『굳건이(クッコニ)』という。兵務庁の公式Facebookアカウントなどに掲載された。
しかし、当時の議員らなどにより、『性差別的だ』という旨の批判があった。
現在当該マスコットキャラクターは取り下げられている。

### ヒムチャニ
2020年、兵務庁で熊、虎などを基に作られたマスコットキャラクターの試案が作成され、これらのマスコットキャラクターの中で虎を基に作られたマスコットキャラクターが決定された。決まったキャラクターの名前はヒムチャニに決まり、同年12月3日、政府大田庁舎の兵務歴史記録展示館で公開式を行い、ヒムチャニを公開した。ヒムチャニは大韓民国の国防を力強く堅固に守るという意味で、公式の使用は2021年から始まった。

### マスコットキャラクターを使った戯画
韓国国内では、大韓民国の徴兵制度に対する批判・風刺として、兵務庁のマスコットキャラクターを使った戯画が存在する。特にグッコニは、大韓民国の徴兵制度に対する批判だけでなくキャラクターの非好感度も加わって、否定的なイメージが強いという。

### ギャラリー

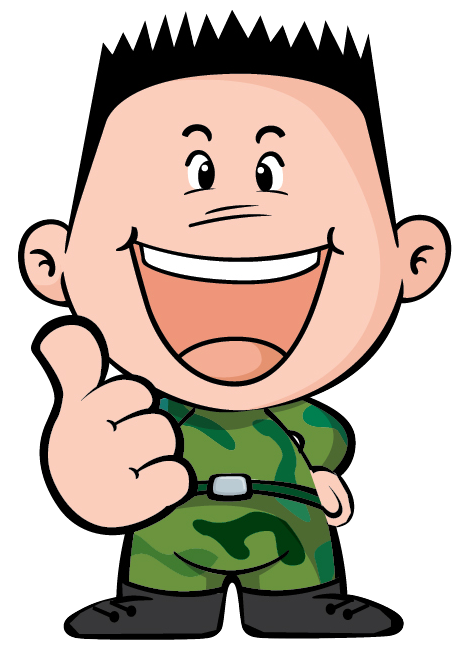
2012年から2020年までのマスコットキャラクター、クッコニ（ko:굳건이）(1)
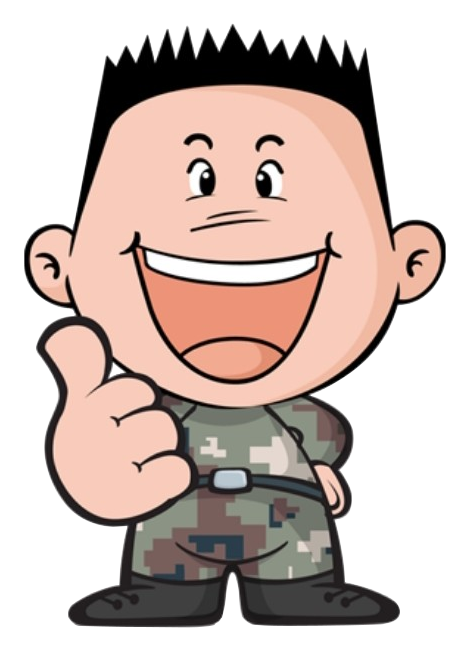
クッコニ（ko:굳건이）(2)
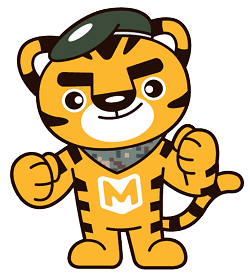
2021年以後のマスコットキャラクター、ヒムチャニ（ko:힘찬이）